# Baal (Brecht)
A Baal Bertolt Brecht első teljes hosszúságú műve volt. A darab elemelt prózai hangon szólal meg, négy dalt és egy bevezető kórust („Nagy Baál himnusza”) tartalmaz. A dallamokat is maga Brecht szerezte. A művet még az úgynevezett „epikus színházi dramaturgia” kidolgozása előtt írta. Brecht 1926-ban átdolgozta a darabot.
A mű magyarul nyomtatásban először 1964-ben jelent meg a Bertolt Brecht színművei I-II. című kötetben Jékely Zoltán fordításában a Helikon Kiadónál.
A darabot Magyarországon először Baál címen mutatták be, 1979. május 18.-án az Ódry Színpadon a Színház- és Filmművészeti Főiskola hallgatóinak előadásában. Az előadást Valló Péter rendezte, a szöveget Jékely Zoltán fordította, a főbb szerepeket Gáspár Sándor (Baal), Dörner György (Ekart) és Kováts Kriszta (Sophie) játszották.

## Történet
A történet egy részeges, szétszórt költő, Baál hanyatlását mutatja be. Baal egy antihős, aki elutasítja a polgári társadalom konvencióit és csapdáit. A szituáció a német Sturm und Drang hagyományaira támaszkodik, amelyben a társadalom konvencióióin kívül élő, önpusztító zseni kultuszát dicséri.
Baal verekedésbe keveredik valahol, elcsábítja Johannát, kidobja terhes szeretőjét, meggyilkolja barátját, menekül rendőrség elől...
Nem érdeklik tettei következményei, végül magányosan hal meg egy erdei kunyhóban. Halott lányok, meggyilkolt barátok tetemei veszik körül.

## Szereplők
- Baal, lírikus
- Mech, nagykereskedő és kiadó
- Emilie, a felesége
- Dr. Piller, kritikus
- Johannes Schmidt
- Pschierer, vízügyi igazgató
- Egy ifjú úr
- Egy ifjú hölgy
- Johanna
- Ekart
- Luise, pincérnő
- A két nővér
- A háziasszony
- Sophie Barger
- A csavargó
- Lupu
- Mjurk
- A szubrett
- Egy zongorista
- A lelkész
- Bolleboll
- Gougou
- A vén koldus
- Maja, a koldusasszony
- A fiatal nő
- Watzmann
- Egy pincérnő
- Két csendőr
- Fuvarosok
- Parasztok
- Favágók

### A dalok
- Baal's Hymn
- Remembering Marie A.
- Ballad of the Adventurers
- The Drowned Girl
- The Dirty Song